# Parco nazionale Santo Stefano
Il parco nazionale Santo Stefano (Parque nacional San Esteban) è un'area naturale protetta situata nella parte nord-orientale dello stato Carabobo in Venezuela e confina con il parco nazionale Henri Pittier.
È stato istituito nel 1987 e si estende per 44.500 ettari: comprende i municipi di Guacara, Naguanagua, Puerto Cabello e San Diego.
Il parco ospita il castello Solano di Puerto Cabello e altri luoghi storici tra cui "La via degli spagnoli" che collega Puerto Cabello con Valencia passando sul ponte ad arco di Paso Hondo, il villaggio di San Esteban, "La via del sale degli indios" che collega Patanemo a Guacara e i "Sassi dipinti" con i caratteristici graffiti nella valle di Tronconero vicino Vigirima.

## Fauna

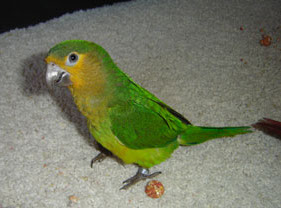
Aratinga pertinax
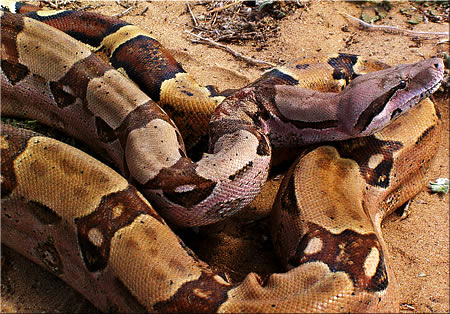
Boa constrictor
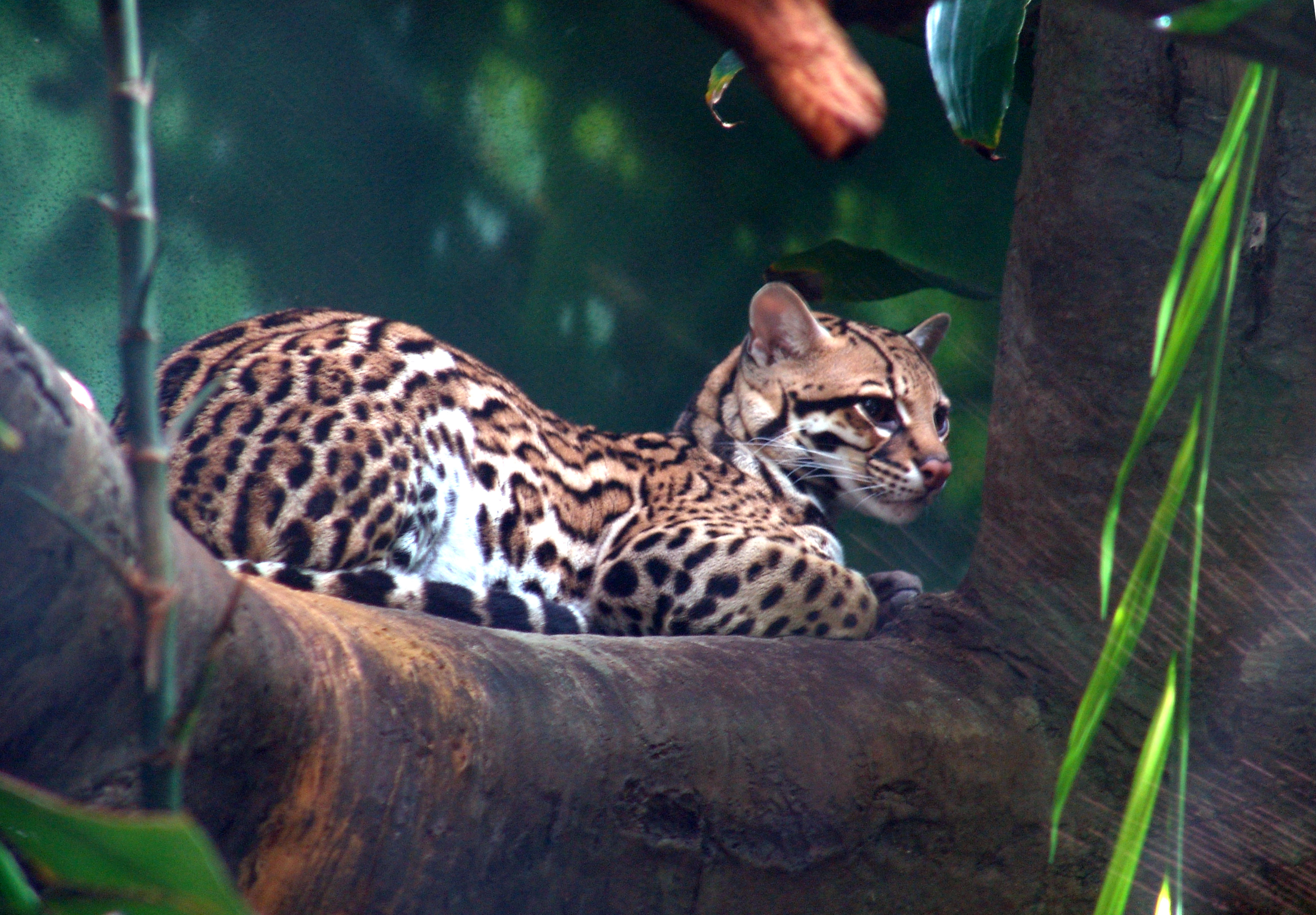
Ozelot
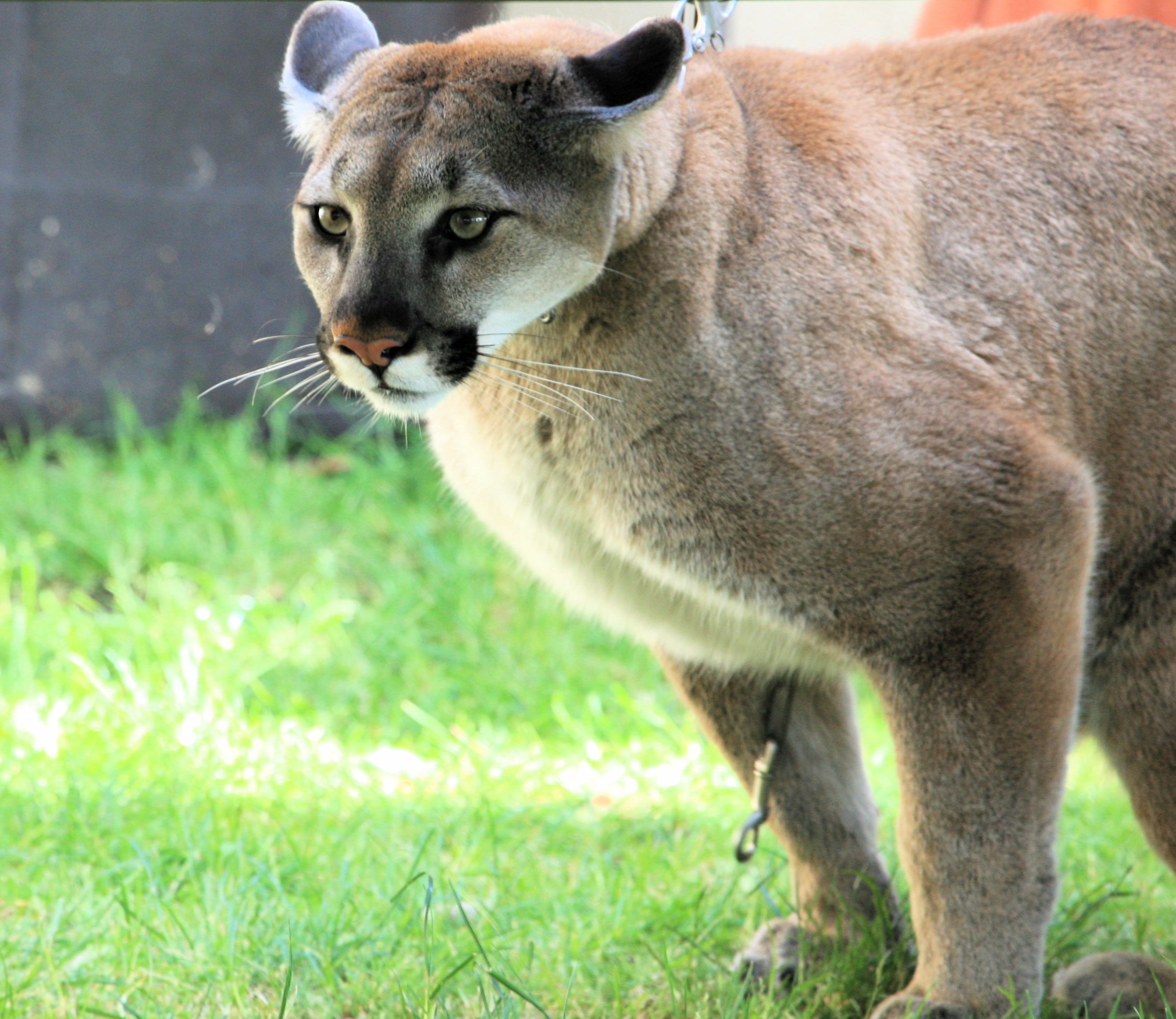
Puma